# Veenweg van Nieuw-Dordrecht
De Veenweg van Nieuw-Dordrecht is een veenweg in het Bourtangerveen nabij Nieuw-Dordrecht in de Nederlandse provincie Drenthe. De weg bestaat uit parallel gelegde, onbewerkte boomstammetjes van ongeveer 3 meter lang en zij ligt enkele decimeters onder het maaiveld. Over de oorspronkelijke lengte en de functie van de veenweg tasten wetenschappers nog in het duister. Jaarringenonderzoek heeft uitgewezen dat het hout ervoor gekapt is in de winter van het jaar 2549 op 2548 v.Chr. Het is aannemelijk dat de weg in of kort na die periode is aangelegd, waarschijnlijk door lokale bewoners, die tot de cultuur van de standvoetbekercultuur worden gerekend.
In 1910 werden de eerste delen van de weg ontdekt. In onder meer 1955, 1980 en 1998 hebben archeologen onderzoek verricht aan de ruim 800 meter lange weg. Rond de laatste eeuwwisseling zijn studies ondernomen om te bezien hoe de veenweg in situ kon worden behouden. Daarbij zijn maatregelen bedacht om onder meer het uitdrogen van de grondlaag waarin de weg zich bevindt te voorkomen.